# Top Boy
Top Boy (de två första säsongerna benämndes Top Boy: Summerhouse av Netflix) är en brittisk kriminal- och dramaserie vars första säsong hade premiär 2011 och sändes på Channel 4. Från och med säsong tre produceras serien av Netflix. Den femte och sista säsongen hade premiär den 7 september 2023. Serien är skapad av Ronan Bennett som också skrivit seriens manus.

## Handling
Serien utspelar sig i stadsdelen Hackney i London och kretsar kring två knarklangare som tjänar mycket pengar på sin droghandel. Samtidigt ingår de i tveksamma partnerskap vilket skaffar dem farliga rivaler.

## Rollista i urval
- Ashley Walters - Dushane Hill
- Kane Robinson - Gerard "Sully" Sullivan
- Shone Romulus - Dris Wright
- Malcolm Kamulete - Ra'Nell Smith
- Giacomo Mancini - Gemel “Gem” Mustapha
- Sharon Duncan-Brewster - Lisa Smith
- Kierston Wareing - Heather
- Nicholas Pinnock - Leon
- Xavien Russell - Michael
- Micheal Ward - Jamie Tovell
- Jasmine Jobson - Jacqueline “Jaq” Lawrence
- Simbi Ajikawo - Shelley